# 駅 STATION
『駅 STATION』（えき ステーション）は、1981年に公開された降旗康男監督の日本映画。主演は高倉健。

## 概要
北海道・増毛町、雄冬岬、札幌市などを舞台に、様々な人間模様を描き出した名作である。劇中に八代亜紀の代表曲「舟唄」が印象的に使用されていることでも知られている。

## あらすじ
【1968年1月　直子】
その日、警察官の英次は雪の降り続く銭函駅ホームで、妻の直子と、4歳になる息子義高に別れを告げた。離婚を承諾した直子は、動き出した汽車の中で、英次に笑って敬礼するが、その目には涙が溢れていた。苛酷な仕事と、オリンピックの射撃選手に選ばれ合宿生活が続いていたことも原因であった。傷心をひきずる中、ある日の検問中、英次の上司・相馬が英次の目前で連続警察官射殺犯“指名22号”・森岡茂に射殺された。中川警視の「お前には日本人全ての期待がかかっている」との言葉に、犯人を追跡したい英次の願いは聞き入れられなかった。テレビが東京オリンピックマラソン競技三位の円谷幸吉の自殺を報じていた。「これ以上走れない……」英次にその気持が痛いほどわかった。
【1976年6月　すず子】
英次の妹・冬子が、愛する義二とではなく、伯父の勧めた見合い相手である北見枝幸に住む男と結婚した。英次は、妹の心にとまどいを覚え、義二は結婚式の夜に荒れた。その頃、英次はオリンピック強化コーチのかたわら、赤いミニスカートの女だけを狙う通り魔を追っていた。増毛駅前の風待食堂で働く吉松すず子の兄・五郎が犯人として浮かんだ。すず子を尾行する英次のもとへ、突然コーチ解任の知らせが届いた。スパルタ訓練に耐えられなくなった選手たちの造反によるものだった。すず子はチンピラの雪夫の子を堕すが、彼に好意を寄せていた。しかし、雪夫にとって、すず子は欲望のハケロでしかなく、英次が警察官と知ると協力を申し出た。雪夫は結婚を口実にすず子を口説いた。すず子は、刑事たちの張り込みに気づいていながらも、愛する雪夫を兄に会わせたく、五郎が潜伏する町へ案内した。そして、英次の前に吉松五郎が現れた時、隠れていた警官隊が駆け寄り、辺りにはすず子の悲鳴がこだました。
【1979年12月　桐子】
英次のもとに旭川刑務所の吉松五郎から、刑の執行を報せる手紙が届いた。4年の間、差し入れを続けていた英次への感謝の手紙でもあった。英次は正月の帰省のため、雄冬への連絡船の出る増毛駅に降りた。英次は警察官を辞する決意を固めていた。風待食堂では相変らず、すず子が働いていた。雪夫は結婚したらしく、妻と子を連れてすず子の前を通り過ぎて行く。独り五郎の墓参をしたあと、連絡船の欠航で所在無い英次は、暮れも押し詰まった三十日だというのにまだ赤提灯の灯る小さな居酒屋「桐子」に入った。女手一つで切り盛りする桐子の店だが、他に客もいない。テレビでは八代亜紀の「舟唄」が流れている。「この唄好きなの、わたし」と桐子は咳いた。自分と同じく孤独の影を背負う桐子に、いつしか惹かれる英次。大晦日、二人は留萌の映画館で、香港映画のMr.Boo!ミスター・ブーを見た。肩を寄せ合って歩く二人が結ばれるのに時間はかからなかった。英次は、初詣の道陰で桐子を見つめる一人の男に気づく。英次が雄冬に帰りついたのは、元旦も終ろうとしている頃だった。そこで、13年ぶりに電話をかけて直子の声を聞いた。池袋のバーでホステスをしているという。雄冬の帰り、桐子は、札幌へ帰る英次を見送りに来ていた。その時、“指名22号”のタレ込みがあり、英次は増毛に戻った。手配写真と、桐子を見つめていた男の顔が英次の頭の中でダブる。桐子のアパートに乗り込むと、そこには22号・森岡が潜んでいた。慌てて隠し持っていた拳銃の銃口を向ける森岡だったが、英次の拳銃で射殺された。警察に通報しながらも森岡をかくまっていた桐子。札幌に戻る前に英次は桐子の店を訪ねた。英次に背を向け素っ気ない態度で「舟唄」に聞き入る彼女の顔に涙が流れている。英次は忍ばせていた辞職願を破り、駅のストーブにくべると、深川行きの列車に乗った。同じ列車には札幌に出て働く事になったというすず子の姿もあった。

## スタッフ
- 監督 : 降旗康男
- 脚本 : 倉本聰
- 音楽 : 宇崎竜童（編曲：朝川朋之）
  - 駅 STATION オリジナル・サウンドトラック（1981年、K28A-228）
- 撮影 : 木村大作
- 美術 : 樋口幸男
- 録音 : 田中信行
- 編集 : 小川信夫
- 照明 : 望月英樹
- 助監督 : 山下賢章、吉田一夫
- 技斗 : 宇仁貫三
- 現像 : 東洋現像所
- 製作者 : 田中寿一
- 製作補 : 小倉斉
- 製作協力 ： 田中プロモーション
- 製作 ： 東宝映画

## 出演

### 主人公
- 三上英次 : 高倉健

### 英次の親族
- 直子（英次の元・妻） : いしだあゆみ
- 義高（英次の息子） : 岩淵健
- 昌代（英次の母） : 北林谷栄
- 一郎（英次の兄） : 藤木悠
- 道夫（英次の弟） : 永島敏行
- 冬子（英次の妹） : 古手川祐子
- 昌一（冬子の夫） : 名倉良
- 伯父 : 今福将雄
- 高田（直子の父） : 名古屋章

### 雄冬の人々
- 菅原（英次の幼馴染） : 田中邦衛
- 義二（英次の幼馴染、菅原の弟） : 小松政夫
- 柳（英次の幼馴染） : 草野大悟
- 西田（英次の幼馴染） : 片岡五郎

### 増毛の人々
- 柳田桐子 : 倍賞千恵子
- 吉松すず子 : 烏丸せつこ
- 吉松五郎（すず子の兄） : 根津甚八
- 木下雪夫 : 宇崎竜童
- 森岡茂（指名22号） : 室田日出男
- 女中（増毛ホテル） : 谷本小夜子
- 女中（増毛ホテル） : 塩沢とき
- 駅員 : 山本紀彦

### 警察関係者
- 中川（道警） : 池部良
- 立て籠り事件対策本部長（道警） : 佐藤慶
- 大田黒（五輪強化チーム・部長） : 平田昭彦
- 相馬（五輪強化チーム・コーチ） : 大滝秀治
- 力石（五輪強化チーム・選手） : 寺田農
- 三竹（五輪強化チーム・選手） : 潮哲也
- 小川（留萌署） : 竜雷太
- 辰巳（留萌署） : 小林稔侍
- 島田（留萌署） : 橋本功
- 加賀（留萌署） : 浜田晃
- 署長（留萌署） : 織本順吉
- 次長（留萌署） : 山本清
- 事情聴取の刑事（留萌署） : 梅野泰靖
- 上砂川駅の巡査 : 石山雄大
- 相馬夫人 : 八木昌子

### その他
- 列車の客 : 武田鉄矢
- 本庄良介（立て籠り犯） : 阿藤海
- 良介の仲間 : 風間健
- 良介の母 : 村瀬幸子
- 山とりの男 : 南雲勇介
- テレビアナウンサー : 榎本勝起
- : 蒲池猛夫

## 製作

### 企画
TBSのテレビドラマ『あにき』や東映『冬の華』で高倉と親しくなった倉本聰は、高倉の誕生日プレゼントに『駅舎』というタイトルのシナリオをプレゼントした。高倉は忙しい倉本が自分のためにホンを書いてくれたことに感激し、高倉自ら東宝の松岡功社長にシナリオを持ち込み、松岡はシナリオを読み、映画化を承諾した。なぜ東宝に持ち込んだかといえば、このとき、高倉は東宝から「森谷司郎監督で『海峡』をやらないか」と打診を受けていたためで、倉本から誕生日プレゼントとしてもらった『駅舎』の方を先にやりたいと考えた。

### 脚本
倉本はさらに脚本を詰め、1981年2月末に田中寿一プロデューサーに完成稿を渡した。映画の脚本は通常200頁程度だが、倉本脚本は450頁あった。テレビドラマなら26本作れなくもない量。倉本はホンをいじらせないことで有名だったから、映画なら4時間以上となるため、削除作業が必要となる。『冬の華』で降旗康男が東大の後輩・倉本を抑えたことから、田中プロデューサーの降旗とで倉本脚本を2時間少しの脚色作業を行った（ノンクレジット）。

### キャスティング
柳田桐子役は田中プロデューサーは倍賞千恵子を最初からイメージしたが、降旗は『冬の華』で良かった倍賞美津子に脚本を持って行き、出演交渉したら、しばらくして「お姉ちゃんがホンを読んで『わたし、これで賞を獲るから、どうしても代わって』と言ってるの。だからお姉ちゃんにして」と言われた。それで倍賞千恵子に会ったが、艶っぽい倍賞美津子に比べたら、白髪混じりで「大丈夫かな…」と不安を感じた。倍賞千恵子があまりに熱心なので、倍賞美津子に「みっちゃん、本当にお姉さんに譲っていいの?」と確認を取った。しかし松竹の俳優行政の実権を握る梅津松竹専務が「倍賞千恵子は絶対出演させない」と東宝への貸し出しを拒否。この後、倍賞千恵子の出演を決めてから5ヵ月が経過し、倍賞千恵子にこだわっていたら、クランクインの延期も考えられる事態に陥ったが、倍賞千恵子が大谷隆三松竹社長に「『駅 STATION』に出させてくれないのであれば、わたし、松竹を辞めます」と直談判に打って出て、出演がようやく決まった。撮影のテストで初対面以来に倍賞千恵子に会った降旗は、「こんなきれいな人だったのか…」と驚いたという。
また吉松すず子役は、倉本から田中に「大竹しのぶにしてくれ」とリクエストされていた。しかしデビュー当時の大竹ならともかく、当時の大竹は吉松すず子のような田舎人間イメージは無いし、もうちょっと土臭い女優で行きたいと考えた。田中は『四季・奈津子』で奈津子を演じた烏丸せつこがピッタリと直感し、倉本を説得した。
他の出演者の多くが高倉と共演出来るならとオファーを快諾して出演した。根津甚八はセリフがない役でも快諾した。宇崎竜童は本作でバイクに乗るシーンが必要となり、免許を取って以降、バイク付いた。高倉で母役で出演する北林谷栄は、地方ロケがあると必ず内緒で現場近くの老人ホームを慰問することで業界では有名だった。これがスタッフ間で話題となり、高倉が号令を掛け、老人ホームに慰問に行った。高倉は普段はサインをしないが、この日はお年寄りにサインをせがまれて気軽にサインに応じた。ところが翌日、製作担当者が高倉のサイン一枚につき、1,000円お金を徴収していたことが高倉の耳に入ってしまった。夜になって高倉が田中に「タクシーを呼んで下さい」と頼み、高倉は「札幌グランドホテルまで行って下さい」と告げた。田中は事前に俊藤浩滋に呼ばれて「健はね、時々、仕事の間に抜けちゃうんだ。気を付けた方がいい」と聞かされていたため、「これかあ」とすぐに直感し、高倉は東京に帰るつもりだと判断した。留萌から札幌まで3時間、すぐにタクシーで高倉を追い、札幌グランドホテルで高倉に会ったがやはり高倉の様子がおかしい。高倉の機嫌はなかなか直らず。結局、高倉の説得に3日かかり、ようやく高倉から「老人ホームの人たちから集めたお金は、すぐに返してください」と言葉を引き出し、田中はすぐに留萌のスタッフに電話し、これを確認した上で、ようやく気持ちも治まり、留萌の撮影現場に戻った。高倉は迷惑をかけたことを皆に謝った。高倉が倍賞にも頭を下げたら、倍賞が「健さんね、東映さんはどうか知らないけど、こういうこと、松竹ではしょっちゅうあるわよ」と言った。すると高倉は「東映ではないですよ」と言うと、倍賞が「松竹ではあるのよ」「いやそれはないでしょ」などと口論になった。数日後の夜、今度は倍賞がいなくなってまたまた大騒ぎになった。高倉も含め、スタッフ総出で真冬の留萌の街を探し回り、冬の留萌では飲み屋も閉めるのが早く、困り果てた。すると高倉が駅の廊下脇に積もった雪の中に出来た小さな空間で寒さを凌いでいた倍賞を見つけた。倍賞はせっかく自分が「気にすることない」と気を遣ってあげたのに、高倉が無下にしたことにハラを立てたもので、可愛げのある高倉への愛情表現だった。この一件を切っ掛けに高倉は倍賞に惹かれていったとされる。このため、高倉と倍賞の仲は盛んに芸能誌やワイドショーに取り上げられ、週刊誌の記者や芸能レポーターがロケ現場に押し掛け、撮影が中断することもあった。高倉は撮影中の会見で、これに答え「自分が決意する前にマスコミに先取りされてしまったことが心外なんです。今後は二人の仲がどういう風に進んでいくのか、わたしにはまったく分かりません。二人は仲のよい友達なんです」と答えた。この後、マスメディアが高倉と倍賞の自宅に連日大勢張り込んだため、二人はほとんど会えなくなり、3年で熱愛は終焉したとされる。以降、高倉はマスメディアに自分に関する恋愛記事が掲載されると相手の女性との連絡をすぐに絶つようになった。

### 撮影
撮影は降旗は仲沢半次郎を推薦したが、田中と高倉が『八甲田山』での木村大作のカメラを高く買い、木村を抜擢した。本作以降、高倉、降旗、木村のコンビが長く続いた。1980年12月24日クランクイン。倉本脚本にはいちいち「クローズアップ」とか「アップ」とか撮影の指示まで書き込んであり、木村が激怒し、「これはどういう意味だ。こんなことを書くなら、俺がいる必要ないじゃないか」と倉本に直接抗議したら、倉本は「これはテレビのカメラマン用に書いた。テレビはいまだに信用できないから」と言った。
1981年1月から2月末まで北海道留萌を拠点に、ロケ隊は当地に宿を取り、撮影は留萌から車で約20分の増毛町で主に行われた。居酒屋「桐子」は通称「四丁目」と呼ばれる留萌の飲み屋街の一角に居酒屋を作り撮影された。高倉と倍賞の出会いで「舟唄」をバックにした長回しのシーンで、倍賞のセリフ「ススキノの女の子たちは、暮れから正月にかけて自殺者が多く出る…」は、倉本がススキノで遊んでいた頃に、女の子から仕入れたネタ。翌日大晦日の夜に「桐子」で二人が飲むシーンは、実際に1980年大晦日の第31回NHK紅白歌合戦をテレビで流しながら、テストなし、セリフは全てアドリブで撮影された。この後二人がに結ばれて、「大きな声…」「樺太まで…」のやり取りは、高倉の映画では珍しく爆笑シーンだが、高倉は倍賞に失礼ではないかと気にして、降旗は説得に10分かかった。結局、「樺太まで…」のセリフは、同録を行わず、アフレコを行った。
1981年7月にも北海道ロケがあった。
『幸福の黄色いハンカチ』で共演以来、高倉と交友関係にある武田鉄矢が1シーン出演しており、吉松五郎（根津）の死刑執行を吉松本人からの手紙で知った三上が、故郷へ戻る車中で、「眠りこんだ三上によりかかられ、迷惑そうな表情をするが、やがて一緒に寝込んでしまう乗客」を演じている。その後、高倉は武田の原作・主演の映画『刑事物語』（1982年、キネマ旬報社）に友情出演（ノンクレジット）。ラスト近くの1シーンのみ登場し、転任が決まった片山刑事（武田）と入れ替わりに配属される刑事役で、役名は「三上英次」。衣装・小道具を含めて、本作のオマージュである。また、第2作目『刑事物語2 りんごの詩』に特別出演している倍賞千恵子の登場シーンも本作のオマージュである。

## 宣伝
田中プロデューサーは倉本のタイトル『駅舎』に違和感があった。舞台となる銭函や砂川、増毛に『駅舎』とタイトルに拘ったのも分かるが、全国区の感じが湧かず、「男は黙ってサッポロビール」のキャッチコピーで有名な秋山晶に映画用のタイトルを頼んだ。秋山が『駅 STATION』とタイトルを考案し、木村は『駅舎』の方がいいと思ったが、東宝宣伝部が「『駅舎』というタイトルだと、客は来ない。『駅 STATION』にしよう。これで客の入りが2億、3億円違う」と言われ、田中たちは、もやもやしたものが残ったが、2億、3億円違うと言われたら、それをひっくり返せるような決定的な反論も浮かばず、『駅 STATION』に改題が決定した。1980年9月に降旗は、有楽町東宝本社の松岡社長に挨拶に行ったら、松岡から「6億円入れてくれたらいい。気楽にやって下さい」と言われた。降旗は当時はフリーだったが東映育ちのため、近所にある銀座東映本社の岡田茂社長にも挨拶に行ったら、『仕掛人梅安』の監督を頼まれた。押し問答の末、『駅 STATION』の撮影があるからムリと断ったが、そのままエレベーターで一階に降りていたらよかったが、階段を1階降りて7階の企画部へ顔を出したら、酒盛りをやっていて一緒に1時間ぐらい飲んだ。降旗は東映の監督では「東の降旗、西の山下耕作」と呼ばれた酒豪。するとまた岡田社長に社長室に呼び戻され、岡田から無理やりこの年12月のクリスマスイブにクランクインが決まっていた本作の本来準備に企てなければいけない期間に『仕掛人梅安』の撮影をさせられた。降旗は『駅 STATION』のスタッフとの顔合わせも出来ず、ロケハンにも全く参加出来ず、ロケハンは田中プロデューサーと木村、高倉の3人でやり、撮影準備は木村がほとんどやった。 
公開に合わせて、当時の国鉄が10日間で日本一周するイベント列車「駅 STATION号」を1981年8月21日東京発から30日上野着で運行した。
| 駅STATION号編成 |                                                                         |                                                                         |                                                                         |                                                                         |                                                                         |                                                                         |                                                                         |                                                                         |                                                                         |                                                                         |                                                                         |                                                                         |                                                                         |
| ← 大阪東京 → |                                                                         |                                                                         |                                                                         |                                                                         |                                                                         |                                                                         |                                                                         |                                                                         |                                                                         |                                                                         |                                                                         |                                                                         |                                                                         |
| \| 号車 \| 電源車 \| 1 \| 2 \| 3 \| 4 \| 5 \| 6 \| 7 \| 8 \| 9 \| \| \| \| \| 客車形式 \| カヤ21 7 \| ナハネ20 343 \| ナハネ20 339 \| ナハネ20 337 \| ナハネ20 336 \| ナハネ20 335 \| ナハネフ23 14 \| ナハネ20 334 \| ナハネ20 333 \| ナハネフ22 21 \| \| \| \| \| 機関車 \| EF65-1093、EF58-100、ED76-68、EF81-114、EF80-18、その他や牽引区間は不明 \| EF65-1093、EF58-100、ED76-68、EF81-114、EF80-18、その他や牽引区間は不明 \| EF65-1093、EF58-100、ED76-68、EF81-114、EF80-18、その他や牽引区間は不明 \| EF65-1093、EF58-100、ED76-68、EF81-114、EF80-18、その他や牽引区間は不明 \| EF65-1093、EF58-100、ED76-68、EF81-114、EF80-18、その他や牽引区間は不明 \| EF65-1093、EF58-100、ED76-68、EF81-114、EF80-18、その他や牽引区間は不明 \| EF65-1093、EF58-100、ED76-68、EF81-114、EF80-18、その他や牽引区間は不明 \| EF65-1093、EF58-100、ED76-68、EF81-114、EF80-18、その他や牽引区間は不明 \| EF65-1093、EF58-100、ED76-68、EF81-114、EF80-18、その他や牽引区間は不明 \| EF65-1093、EF58-100、ED76-68、EF81-114、EF80-18、その他や牽引区間は不明 \| EF65-1093、EF58-100、ED76-68、EF81-114、EF80-18、その他や牽引区間は不明 \| EF65-1093、EF58-100、ED76-68、EF81-114、EF80-18、その他や牽引区間は不明 \| EF65-1093、EF58-100、ED76-68、EF81-114、EF80-18、その他や牽引区間は不明 \| |                                                                         |                                                                         |                                                                         |                                                                         |                                                                         |                                                                         |                                                                         |                                                                         |                                                                         |                                                                         |                                                                         |                                                                         |                                                                         |
| 号車 | 電源車                                                                  | 1                                                                       | 2                                                                       | 3                                                                       | 4                                                                       | 5                                                                       | 6                                                                       | 7                                                                       | 8                                                                       | 9                                                                       |                                                                         |                                                                         |                                                                         |
| 客車形式 | カヤ21 7                                                                | ナハネ20 343                                                            | ナハネ20 339                                                            | ナハネ20 337                                                            | ナハネ20 336                                                            | ナハネ20 335                                                            | ナハネフ23 14                                                           | ナハネ20 334                                                            | ナハネ20 333                                                            | ナハネフ22 21                                                           |                                                                         |                                                                         |                                                                         |
| 機関車 | EF65-1093、EF58-100、ED76-68、EF81-114、EF80-18、その他や牽引区間は不明 | EF65-1093、EF58-100、ED76-68、EF81-114、EF80-18、その他や牽引区間は不明 | EF65-1093、EF58-100、ED76-68、EF81-114、EF80-18、その他や牽引区間は不明 | EF65-1093、EF58-100、ED76-68、EF81-114、EF80-18、その他や牽引区間は不明 | EF65-1093、EF58-100、ED76-68、EF81-114、EF80-18、その他や牽引区間は不明 | EF65-1093、EF58-100、ED76-68、EF81-114、EF80-18、その他や牽引区間は不明 | EF65-1093、EF58-100、ED76-68、EF81-114、EF80-18、その他や牽引区間は不明 | EF65-1093、EF58-100、ED76-68、EF81-114、EF80-18、その他や牽引区間は不明 | EF65-1093、EF58-100、ED76-68、EF81-114、EF80-18、その他や牽引区間は不明 | EF65-1093、EF58-100、ED76-68、EF81-114、EF80-18、その他や牽引区間は不明 | EF65-1093、EF58-100、ED76-68、EF81-114、EF80-18、その他や牽引区間は不明 | EF65-1093、EF58-100、ED76-68、EF81-114、EF80-18、その他や牽引区間は不明 | EF65-1093、EF58-100、ED76-68、EF81-114、EF80-18、その他や牽引区間は不明 |

## エピソード
- 1981年夏にも北海道ロケがあり[6]、ここで田中プロデューサーと烏丸せつこが親しい仲になり[6]、後に結婚している[6]。

- 高倉は海外の俳優では既に一般的だった歩合契約（プロフィット、基本給＋映画の配収の何％かを貰う）を日本の俳優で唯一実行しており[2][8]、倉本にも勧め、倉本もその契約に変更したため、当初の脚本料の提示は800万円だったが、映画の大ヒットで2,600万円が懐に入ったという[2]。

## 作品の評価

### 興行成績
松岡東宝社長は6億円ぐらいでいいと話し、東宝もあまり期待していなかったが、予想の倍にあたる13億円の大ヒット。

### 作品評
本作は第5回日本アカデミー賞でも最優秀作品賞、最優秀脚本賞、最優秀主演男優賞等主要部門の多くを受賞した。宇崎竜童も助演男優賞にノミネートされ（優秀賞）、最優秀音楽賞を受賞した。現役のロックミュージシャンが俳優部門で賞にノミネートされることはそれまでなかったため、当時の映画人にとってはあまり面白いものでなく、丹波哲郎が宇崎を"素人"呼ばわりして物議を醸した。また授賞式でテレビ放映の前に音楽賞の発表があり、宇崎が『遠雷』で音楽賞にノミネートされた井上堯之と並んで座っていたら、プレゼンターが井上堯之の「タカユキ」を読めなかった。音楽賞の後に最優秀助演男優賞の発表があり、これにもノミネートされていた宇崎が、グルッと一巡して再び席に付こうとしたら、岡田茂日本アカデミー賞実行委員長から、「お前、また出てきたんかい！」と言われたという。宇崎は「いままでの映画界を支えて来た人たちの偉さは認めるが、心が貧しすぎる」などと批判している。
週刊文春「シネマチャート」邦画歴代（1977-2017年）ベストテン第10位。（☆☆☆…満点、批評は公開時のもの）。
- 池波正太郎「文句なしの一品こういう映画をカンヌへ出品すればいいのだ（☆☆☆）」[11]。
- 小森和子「脚本よし、演出よし、身につまされる迫力ありで作品賞もの（☆☆☆）」[11]。
- 林家木久蔵「画面が寒い、観ている私も寒い。ロケが効果をあげ、素晴らしい映画に（☆☆☆）」[11]。

## ソフト発売履歴
| 発売日        | レーベル   | 規格    | 規格品番   | 備考                    |
| ------------- | ---------- | ------- | ---------- | ----------------------- |
|               | TOHO VIDEO | VHS     | TG-5276S   |                         |
|               | TOHO VIDEO | LD      | TLL-2312   |                         |
| 2005年1月21日 | 東宝       | DVD     | TDV-15003D |                         |
| 2012年8月22日 | 東宝       | Blu-ray | TBR-22332D |                         |
| 2015年2月18日 | 東宝       | DVD     | TDV-25099D | 東宝DVD名作セレクション |

## サウンドトラック
- 駅 STATION オリジナル・サウンドトラック（2023年4月19日/CINEMA-KAN Label/規格番号CINK-105）

映画のエンジニアがマスターテープからリマスタリングを行っている。未使用音源も収録。